# Lijst van voetbalinterlands Guatemala - Panama
Deze lijst van voetbalinterlands is een overzicht van alle officiële voetbalwedstrijden tussen de nationale teams van Guatemala en Panama. De landen speelden tot op heden 42 keer tegen elkaar. De eerste ontmoeting, een wedstrijd tijdens het CCCF-kampioenschap 1946, werd gespeeld in San José (Costa Rica) op 13 maart 1946. Het laatste duel, een groepswedstrijd tijdens de CONCACAF Gold Cup 2025, vond plaats op 20 juni 2025 in Austin (Verenigde Staten).

## Wedstrijden
| №  | Plaats          | Datum             | Competitie                               | Wedstrijd          | Uitslag |
| -- | --------------- | ----------------- | ---------------------------------------- | ------------------ | ------- |
| 1  | San José        | 13 maart 1946     | CCCF-kampioenschap 1946                  | Panama – Guatemala | 3 – 3   |
| 2  | Barranquilla    | 9 december 1946   | Vriendschappelijk                        | Panama – Guatemala | 4 – 2   |
| 3  | Guatemala-Stad  | 9 maart 1948      | CCCF-kampioenschap 1948                  | Guatemala – Panama | 4 – 3   |
| 4  | Guatemala-Stad  | 21 maart 1948     | CCCF-kampioenschap 1948                  | Guatemala – Panama | 4 – 5   |
| 5  | San José        | 17 maart 1953     | CCCF-kampioenschap 1953                  | Panama – Guatemala | 2 – 2   |
| 6  | San José        | 6 maart 1961      | CCCF-kampioenschap 1961                  | Guatemala – Panama | 2 – 0   |
| 7  | San Salvador    | 23 maart 1963     | CONCACAF-kampioenschap 1963              | Panama – Guatemala | 2 – 2   |
| 8  | Panama-Stad     | 28 februari 1966  | Vriendschappelijk                        | Panama – Guatemala | 0 – 1   |
| 9  | Guatemala-Stad  | 13 februari 1967  | CONCACAF-kampioenschap 1967 kwalificatie | Guatemala – Panama | 3 – 1   |
| 10 | Panama-Stad     | 1 augustus 1975   | Vriendschappelijk                        | Panama – Guatemala | 2 – 0   |
| 11 | Panama-Stad     | 24 juni 1984      | WK 1978 kwalificatie                     | Panama – Guatemala | 2 – 4   |
| 12 | Guatemala-Stad  | 26 september 1976 | WK 1978 kwalificatie                     | Guatemala – Panama | 7 – 0   |
| 13 | Panama-Stad     | 2 juli 1980       | WK 1982 kwalificatie                     | Panama – Guatemala | 0 – 2   |
| 14 | Guatemala-Stad  | 16 november 1980  | WK 1982 kwalificatie                     | Guatemala – Panama | 5 – 0   |
| 15 | Panama-Stad     | 29 maart 1985     | Vriendschappelijk                        | Panama – Guatemala | 0 – 0   |
| 16 | Santa Ana       | 1 december 1995   | UNCAF Nations Cup 1995                   | Guatemala – Panama | 1 – 0   |
| 17 | Guatemala-Stad  | 4 augustus 1996   | Vriendschappelijk                        | Guatemala – Panama | 1 – 0   |
| 18 | Panama-Stad     | 14 augustus 1996  | Vriendschappelijk                        | Panama – Guatemala | 1 – 0   |
| 19 | Panama-Stad     | 19 januari 2000   | Vriendschappelijk                        | Panama – Guatemala | 2 – 0   |
| 20 | Guatemala-Stad  | 26 januari 2000   | Vriendschappelijk                        | Guatemala – Panama | 1 – 1   |
| 21 | Panama-Stad     | 21 februari 2001  | Vriendschappelijk                        | Panama − Guatemala | 2 − 2   |
| 22 | San Pedro Sula  | 3 juni 2001       | UNCAF Nations Cup 2001                   | Guatemala − Panama | 3 − 1   |
| 23 | Panama-Stad     | 16 februari 2003  | UNCAF Nations Cup 2003                   | Panama − Guatemala | 2 − 0   |
| 24 | Guatemala-Stad  | 1 mei 2004        | Vriendschappelijk                        | Guatemala − Panama | 1 − 2   |
| 25 | Panama-Stad     | 23 juli 2004      | Vriendschappelijk                        | Panama − Guatemala | 1 − 1   |
| 26 | Panama-Stad     | 9 februari 2005   | WK 2006 kwalificatie                     | Panama − Guatemala | 0 − 0   |
| 27 | Guatemala-Stad  | 27 februari 2005  | UNCAF Nations Cup 2005                   | Guatemala − Panama | 3 − 0   |
| 28 | Guatemala-Stad  | 17 augustus 2005  | WK 2006 kwalificatie                     | Guatemala − Panama | 2 − 1   |
| 29 | Guatemala-Stad  | 6 september 2006  | Vriendschappelijk                        | Guatemala – Panama | 1 – 2   |
| 30 | San Salvador    | 16 februari 2007  | UNCAF Nations Cup 2007                   | Panama – Guatemala | 2 – 0   |
| 31 | Panama-Stad     | 22 augustus 2007  | Vriendschappelijk                        | Panama – Guatemala | 2 – 1   |
| 32 | Fort Lauderdale | 1 juni 2008       | Vriendschappelijk                        | Guatemala – Panama | 0 – 1   |
| 33 | Tegucigalpa     | 27 januari 2009   | UNCAF Nations Cup 2009                   | Panama – Guatemala | 1 – 0   |
| 34 | Panama-Stad     | 10 januari 2013   | Vriendschappelijk                        | Panama – Guatemala | 3 – 0   |
| 35 | Panama-Stad     | 13 januari 2013   | Vriendschappelijk                        | Panama – Guatemala | 2 – 0   |
| 36 | San José        | 25 januari 2013   | Copa Centroamericana 2013                | Guatemala − Panama | 1 − 3   |
| 37 | Panama-Stad     | 10 augustus 2016  | Vriendschappelijk                        | Panama − Guatemala | 0 − 0   |
| 38 | Guatemala-Stad  | 4 maart 2020      | Vriendschappelijk                        | Guatemala − Panama | 0 − 2   |
| 39 | San José        | 12 maart 2023     | Vriendschappelijk                        | Guatemala − Panama | 1 − 1   |
| 40 | Guatemala-Stad  | 10 september 2023 | CONCACAF Nations League 2023/24          | Guatemala − Panama | 1 − 1   |
| 41 | Panama-Stad     | 17 oktober 2023   | CONCACAF Nations League 2023/24          | Panama − Guatemala | 3 − 0   |
| 42 | Austin          | 20 juni 2025      | CONCACAF Gold Cup 2025                   | Guatemala − Panama | 0 – 1   |
| 43 | Panama-Stad     | 8 september 2025  | WK 2026 kwalificatie                     | Panama – Guatemala |         |

## Samenvatting
| Competitie                     | Totaal gespeeld | Winst Guatemala | Gelijk | Winst Panama | Doelsaldo Guatemala – Panama |
| ------------------------------ | --------------- | --------------- | ------ | ------------ | ---------------------------- |
| WK-kwalificatie                | 6               | 5               | 1      | 0            | 20 − 3                       |
| CONCACAF Gold Cup              | 7               | 2               | 3      | 2            | 17 − 16                      |
| CONCACAF Gold Cup-kwalificatie | 1               | 1               | 0      | 0            | 3 − 1                        |
| CONCACAF Nations League        | 2               | 0               | 1      | 1            | 1 − 4                        |
| Copa Centroamericana           | 7               | 3               | 0      | 4            | 8 − 9                        |
| Vriendschappelijk              | 19              | 2               | 6      | 11           | 12 − 28                      |
| Totaal                         | 42              | 13              | 11     | 18           | 61 − 61                      |

FNFG · A-internationals · Selecties · Guatemalteeks vrouwenelftal
1920 – 1949 ·
1950 – 1969 ·
1970 – 1979 ·
1980 – 1989 ·
1990 – 1999 ·
2000 – 2009 ·
2010 – 2019 ·
2020 − 2029
1921 · 
1922 · 
1923 · 
1923–1929 · 
1930 · 
1931–1934 · 
1935 · 
1935–1942 · 
1943 · 
1944 · 1945 · 
1946 · 
1947 · 
1948 · 
1949 · 
1950 · 
1941 · 1942 · 
1953 · 
1954 · 
1955 · 
1956 · 
1957 · 
1958 · 1959 · 
1960 · 
1961 · 1962 · 
1963 · 
1964 · 
1965 · 
1966 · 
1967 · 
1968 · 
1969 · 
1970 · 
1971 · 
1972 · 
1973 · 
1974 · 
1975 · 
1976 · 
1977 · 
1978 · 1979 · 
1980 · 
1981 · 1982 · 
1983 · 
1984 · 
1985 · 
1986 · 
1987 · 
1988 · 
1989 · 
1990 · 
1991 · 
1992 · 
1993 · 1994 · 
1995 · 
1996 · 
1997 · 
1998 · 
1999 · 
2000 · 
2001 · 
2002 · 
2003 · 
2004 · 
2005 · 
2006 · 
2007 · 
2008 · 
2009 · 
2010 · 
2011 · 
2012 · 
2013 · 
2014 ·
2015 ·
2016 ·
2017 ·
2018 ·
2019 ·
2020 ·
2021 ·
2022 ·
2023 ·
2024
Anguilla ·
Antigua en Barbuda ·
Argentinië ·
Armenië ·
Barbados ·
Belize ·
Bermuda ·
Bolivia ·
Brazilië ·
Britse Maagdeneilanden ·
Canada ·
Chili ·
Colombia ·
Costa Rica ·
Cuba ·
Curaçao ·
Dominica ·
Dominicaanse Republiek ·
Ecuador ·
El Salvador ·
Grenada ·
Guyana ·
Haïti ·
Honduras ·
IJsland ·
Iran ·
Israël ·
Jamaica ·
Japan ·
Mexico ·
Nederlandse Antillen ·
Nicaragua ·
Noorwegen ·
Panama ·
Paraguay ·
Peru ·
Polen ·
Puerto Rico ·
Qatar ·
Saint Lucia ·
Saint Vincent en de Grenadines ·
Slowakije ·
Sovjet-Unie ·
Suriname ·
Trinidad en Tobago ·
Uruguay ·
Venezuela ·
Verenigde Staten ·
Zuid-Afrika ·
Zuid-Korea
FEPAFUT · A-internationals · Selecties · Bondscoaches · Panamees vrouwenelftal · Panama U21 · Panama U20 · Panama U19 · Panama U18 · Panama U17
1930 – 1949 · 
1950 – 1959 · 
1960 – 1969 · 
1970 – 1979 · 
1980 – 1989 · 
1990 – 1999 · 
2000 – 2009 · 
2010 – 2019 ·
2020 – 2029
CGC 1991 · 
CGC 1993 · 
CGC 1996 · 
CGC 1998 · 
CGC 2000 · 
CGC 2002 · 
CGC 2003 · 
CGC 2005 · 
CGC 2007 · 
CGC 2009 · 
CGC 2011 · 
CGC 2013 · 
CGC 2021
WK 2018
1938 · 
1939 · 
1940 · 
1941 · 
1942 · 1943 · 1944 · 1945 · 
1946 · 
1947 · 
1948 · 
1949 · 
1950 · 
1951 · 
1952 · 
1953 · 
1954 · 
1955 · 
1956 · 
1957 · 
1958 · 
1959 · 
1960 · 
1961 · 
1962 · 
1963 · 
1964 · 
1965 · 
1966 · 
1967 · 
1968 · 
1969 · 
1970 · 
1971 · 
1972 · 
1973 · 
1974 · 
1975 · 
1976 · 
1977 · 
1978 · 
1979 · 
1980 · 
1981 · 
1982 · 
1983 · 
1984 · 
1985 · 
1986 · 
1987 · 
1988 · 
1989 · 
1990 · 
1991 · 
1992 · 
1993 · 
1994 · 
1995 · 
1996 · 
1997 · 
1998 · 
1999 · 
2000 · 
2001 · 
2002 · 
2003 · 
2004 · 
2005 · 
2006 · 
2007 · 
2008 · 
2009 · 
2010 · 
2011 · 
2012 · 
2013 · 
2014 · 
2015 · 
2016 · 
2017 ·
2018 ·
2019 ·
2020 ·
2021 ·
2022 ·
2023 ·
2024
Anguilla ·
Argentinië · 
Armenië · 
Aruba · 
Bahama's ·
Bahrein ·
Barbados ·
België · 
Belize · 
Bermuda · 
Bolivia · 
Brazilië · 
Canada · 
Chili · 
Colombia · 
Costa Rica · 
Cuba · 
Curaçao ·
Denemarken ·
Dominica · 
Dominicaanse Republiek · 
Ecuador · 
El Salvador · 
Engeland · 
Grenada · 
Guadeloupe ·
Guatemala · 
Guyana · 
Haïti · 
Honduras · 
Iran · 
Jamaica · 
Japan · 
Kameroen ·
Mexico · 
Montserrat ·
Nederlandse Antillen · 
Nicaragua · 
Noord-Ierland ·
Noorwegen ·
Paraguay · 
Peru · 
Portugal · 
Puerto Rico · 
Qatar ·
Saint Lucia · 
Saoedi-Arabië ·
Servië ·
Spanje · 
Suriname · 
Taiwan · 
Trinidad en Tobago ·
Tunesië ·  
Uruguay ·  
Venezuela · 
Verenigde Staten ·
Wales ·
Zuid-Afrika ·
Zuid-Korea ·
Zwitserland
België (2018) ·
Engeland (2018) ·
Tunesië (2018)